# Бетт Ґрем
Бетт Клер Макмюррей, у шлюбах Несміт та Ґрем (англ. Bette Graham; 23 березня 1924, Даллас, Техас, США — 12 травня 1980, Річардсон, Техас) — американська підприємиця, винахідниця коригувальної рідини Liquid Paper. 
Матір музиканта і продюсера Майкла Несміта, гітариста The Monkees.

## Біографія
Бетт Клер Макмюррей народилася 1924 року в Далласі (США) в сім'ї менеджера з продажу автозапчастин Джессі Макмюррея і його дружини Христини Дюваль. Зросла Бетт у Сан-Антоніо. Школу закінчила в Аламо-Хайтс. У 1942 році одружилася з Ворреном Несмітом. Незабаром він поїхав воювати на фронт Другої світової війни. Поки чоловік був за кордоном, 30 грудня 1942 року народила сина — Роберта Майкла Несміта. Після повернення додому в 1946 році чоловік з нею розлучився. 
На початку 1950-х помер її батько, залишивши їй у спадок нерухомість у Далласі. Незабаром Бетт Несміт із сином, матір'ю і сестрою переїхала до Далласа. У 1951 році вона освоїла друкарську машинку і стенографію, після чого влаштувалася секретаркою до місцевого банку Texas Bank & Trust. З часом отримала посаду виконавчої секретарки.
Незручністю ранніх електричних друкарських машинок було досить складне виправлення помилок. Стрічки з вуглецевої плівки не давали можливості стерти помилки за допомогою ластику. Під час підробітку в банку, коли Несміт фарбувала вікна, їй прийшла ідея, що невірно написані літери можна не стирати, а зафарбовувати. Втілити задум вона вирішила за допомогою акварелі-темпери. Несміт принесла фарби і пензель на роботу і почала експериментувати з виправленням помилок.
Протягом 5 років Бетт Несміт таємно використовувала свій винахід у роботі. Вона поліпшила склад фарбувальної рідини з допомогою шкільного вчителя хімії її сина. Не всі з її керівництва схвально поставилися до нововведення, але її колеги-секретарки часто просили зафарбувати допущені ними помилки. Зрозумівши, що справа може бути прибутковою, в 1956 році Бетт Несміт почала виготовляти і продавати власну рідину-коректор під назвою «Mistake Out» (Геть помилки). Пізніше перейменувала винахід у «Liquid Paper» (Рідкий папір) і заснувала вдасну компанію.
На початку 1960-х років у компанії були проблеми, коли витрати перевищували прибуток, але згодом все нормалізувалося. У 1968 році компанія Liquid Paper відкрила власний завод. Несміт запатентувала винахід і зареєструвала торгову марку.
У 1962 році Бетт Несміт одружилася з Робертом Ґремом. Пізніше чоловік приєднався до неї для управління компанією. У 1975 році вони розлучилися.
У 1979 році вона продала Liquid Paper компанії Gillette за 47,5 млн доларів. До того часу на Бетт Ґрем працювало близько 200 осіб, які виробляли 25 мільйонів флаконів коректора щороку. Після відходу у відставку підприємиця зайнялася релігією і благодійністю.
Бетт Несміт померла 12 травня 1980 року в Річардсоні (Техас) на 57 році життя У заповіті розділила спадщину між сином і благодійними організаціями.

## Спадок
Син Бетт Несміт Майкл успадкував половину її маєтку (вартістю 50 млн доларів). Частина спадщини Несміт пішла на потреби проєкту «Gihon Foundation», який спонсорував створення на північ від Санта-Фе спеціального науково-аналітичного центру, націленого на вирішення ряду глобальних проблем людства.